# Puente Remanso
El Puente Remanso es un puente carretero que cruza el río Paraguay. Comunica la Región Oriental de la República del Paraguay con la Región Occidental, conocida también como Chaco paraguayo.

## Historia
El puente fue construido en la segunda mitad de la década de 1970 por la empresa española Entrecanales y Távora S.A. (actualmente llamada Acciona) y se inauguró el 19 de agosto de 1978.

## Características
El puente, de hormigón pretensado y sección en cajón, fue construido mediante voladizos sucesivos. Tiene un vano central de 170 m. Los demás vanos sobre el río presentan luces de 60, 85, 170, 85 y 70 metros, también son de sección cajón y canto variable.
Junto al puente Nanawa en Concepción y al Puente Héroes del Chaco entre Asunción y Nueva Asunción (históricamente conocido como Chaco'i), son los únicos puentes que conectan las dos regiones del Paraguay.

## Eponimía
Su nombre proviene del lugar conocido antiguamente como Remanso Castillo, donde se habían instalado el capitán Domingo Martínez de Irala y su comitiva para colonizar Paraguay.